# Blackout (스테파니 싱글)
Blackout는 대한민국 가수 스테파니의 세 번째 디지털 싱글이다. 2015년에 발매되었다.

## 수록곡
1. Blackout
2. Blackout (Instrumental)